# Het Achterhuis (dagboek)
Het Achterhuis is een verzameling dagboekbrieven van Anne Frank (1929-1945) waarvan een bewerkte versie voor het eerst is uitgegeven op 25 juni 1947. Het is genoemd naar het onderduikpand Het Achterhuis op de Prinsengracht en is het verhaal van een jong Joods meisje dat ten tijde van de Tweede Wereldoorlog door onderduiken aan de Holocaust probeerde te ontkomen. Het is wereldwijd een van de meest gelezen boeken. Sinds 2009 staat Annes dagboek op de Werelderfgoedlijst voor documenten van UNESCO. Het boek is geen letterlijke weergave van het gehele dagboek, er zijn verschillende bewerkingen gepubliceerd.

## Ontstaansgeschiedenis
"Ik weet dat ik kan schrijven. Een paar verhaaltjes zijn goed, m'n Achterhuisbeschrijvingen humoristisch, veel uit m'n dagboek spreekt, maar... of ik werkelijk talent heb, dat staat nog te bezien."
— Anne Frank, Het Achterhuis, 5 april 1944

Anne Frank krijgt voor haar dertiende verjaardag (12 juni 1942) een roodgeruit dagboek van haar ouders cadeau. Vanaf dat moment zal ze er, weliswaar met tussenpozen, haar gedachten en belevenissen in beschrijven. Anne noemt haar dagboek "Kitty", omdat ze een vriendin mist aan wie ze al haar geheimen kwijt kan.
De frequentie van het schrijven neemt toe wanneer ze op 6 juli, nauwelijks een maand later, moet onderduiken. In haar dagboek schrijft Anne over het dagelijks leven in het achterhuis, bijvoorbeeld over de angst om ontdekt te worden en hoe moeilijk het is om overdag muisstil te moeten zijn en nooit naar buiten te kunnen. Door de drukte van het achterhuis en het constant op elkaars lip moeten zitten, nemen de spanningen onderling ook toe. Vooral de relatie met haar moeder, die zeer turbulent is, en haar opkomende gevoelens voor een van de andere onderduikers, Peter van Pels, vormen een belangrijke basis voor de dagboekbrieven. Verder komt Anne langzaam in de puberteit, waardoor ze ook anders tegen haar seksualiteit begint aan te kijken.
Op Radio Oranje roept minister van Onderwijs, Kunsten en Wetenschappen Gerrit Bolkestein op 28 maart 1944 op om alle dagboeken zoveel mogelijk te bewaren voor oorlogsdocumentatie, de latere basis voor het NIOD. Bij Anne Frank leidde dit ertoe om haar dagboek te herschrijven voor publicatie. Hierbij gebruikte zij haar dagboekaantekeningen voor een publicatieversie. Deze publicatieversie (versie B) heeft zij niet kunnen voltooien en van de oorspronkelijke versie (versie A) is een heel jaar (van 6 december 1942- 21 december 1943) niet bewaard gebleven.
De familie Frank wordt samen met de Duits-Joodse familie Van Pels (in het dagboek Van Daan) en de Duits-Joodse tandarts Fritz Pfeffer (in het dagboek Mr. Dussel) door de Grüne Polizei opgepakt en afgevoerd naar concentratiekamp Westerbork.
Tussen de persoonlijke eigendommen van de families wordt het dagboek op de vloer van het achterhuis gevonden door Miep Gies (in het dagboek Miep van Santen genoemd) en Bep Voskuijl (in het dagboek Elli Vossen genoemd), twee van de verzorgers van de onderduikers. Omdat het lot van Anne op dat moment nog niet zeker is, wordt het dagboek zorgvuldig door Miep in haar bureaula bewaard.
Na de oorlog blijkt dat Anne, net als haar moeder, zus, de familie Van Pels en Fritz Pfeffer, de concentratiekampen niet overleefd heeft. Alleen Otto Frank, Annes vader, overleeft de gruwelen van de kampen.

## Uitgaven
De eerste transcriptie van Annes dagboek was in het Duits, gemaakt door Otto Frank voor zijn vrienden en familieleden in Zwitserland, die hem overtuigden om het voor publicatie aan te bieden.  De tweede was een samenstelling van Anne Frank versies A en B evenals uittreksels van haar essays, met een epiloog geschreven door een vriend van de familie over het lot van de auteur. In het voorjaar van 1946 kwam het onder de aandacht van de historici Jan Romein en zijn vrouw Annie Romein-Verschoor. Ontroerd door het verhaal deden ze vergeefse pogingen om een uitgever te interesseren. Uiteindelijk bracht Romein in een voorpaginacolumn van Het Parool op 3 april 1946 het dagboek onder de aandacht: "Voor mij echter is in dit schijnbaar onbetekenende dagboek van een kind, in dit door een kinderstem gestamelde 'de profundis' alle afzichtelijkheid van het fascisme belichaamd, méér dan in alle processtukken van Neurenberg bij elkaar. "
De column trok de belangstelling van uitgeverij Contact in Amsterdam, die Otto Frank benaderde om een Nederlandse versie van het manuscript in te dienen. De uitgeverij bood aan om het te publiceren, maar adviseerde Otto Frank dat Anne's openhartigheid over haar opkomende seksualiteit bepaalde conservatieve lezers zou storen en stelde voor enkele passages te schrappen. Het dagboek – een combinatie van versie A en versie B – werd gepubliceerd onder de naam Het Achterhuis. Dagbrieven van 14 juni 1942 tot 1 augustus 1944. Het voorwoord bij de eerste uitgave werd geschreven door Romein-Verschoor. Otto Frank sprak later over dit moment, "Als ze hier was geweest, zou Anne trots zijn geweest " Het boek, waarvan de tekstversie bekendstaat als versie C, verkocht goed, de 3036 exemplaren van de eerste editie waren snel uitverkocht, en in 1950 werd een zesde editie gepubliceerd. Tot aan 1999 zijn er van het boek 25 miljoen exemplaren verkocht en is het boek in 55 talen vertaald.
In 1986 verscheen een wetenschappelijke editie (critical edition), waarin de versies A, B en C zijn opgenomen op basis van wetenschappelijk onderzoek van het NIOD vanwege uitlatingen over de authenticiteit van het dagboek. Hierin is ook een samenvatting opgenomen van het rapport van het Gerechtelijk Laboratorium over de echtheid. Dit werd gepubliceerd in drie delen met in totaal van 714 pagina's. In de wetenschappelijke editie is te zien wat de laatste versie is die door de schrijfster zelf is gemaakt. De handelseditie gaat niet uit van deze zogeheten 'Ausgabe letzter Hand'.
In 1991 verscheen een herziene handelseditie (definitive edition) aan de hand van de uitgave van Otto Frank en onder redactie van Mirjam Pressler waarin de fragmenten over seksualiteit en de relatie met haar moeder zijn opgenomen die in de eerdere uitgave van 1947 waren weggelaten. De passages die hierover handelen, hebben ervoor gezorgd dat sommige Amerikaanse ouders het boek als 'te pornografisch voor hun kinderen' beschouwen. Deze editie uit 1991 staat bekend als versie D. In 2001 werd een hernieuwde versie uitgebracht waarin enkele losse bladen zijn opgenomen die later zijn ontdekt.

## Authenticiteit
De dagboeken van Anne Frank worden als echt beschouwd. Dat bevestigde onder andere het Duitse Bundeskriminalamt (BKA) in een onderzoek. Het papier en de inkt die de schrijfster in haar dagboek gebruikte, stammen uit de oorlogsjaren. In een eerder onderzoek in 1980 merkte het BKA nog op dat er enige balpeninkt was gebruikt die pas in 1951 op de markt kwam. Voor neonazi's was dit vele jaren aanleiding om te beweren dat het dagboek niet echt was. De aangetroffen balpeninkt was echter niet aangebracht in het dagboek, maar op losse blaadjes. Deze blaadjes bleken afkomstig van een Duitse onderzoekster die de dagboeken in 1960 bestudeerde.
In 2015 maakte het Anne Frank Fonds uit Bazel bekend dat het dagboek onder co-auteurschap van Otto Frank is uitgegeven. Volgens Yves Kugelmann van het Fonds blijkt na bestudering dat Otto Frank door herschikken, bij elkaar voegen en knippen van de teksten uit het dagboek en de aantekeningen een collage heeft gemaakt, waaruit een nieuw auteursrecht volgt. Anderen waarschuwen hiertegen dat hierdoor de authenticiteit van het dagboek ter discussie komt te staan.
Ook Mirjam Pressler heeft in 1991 de tekst opnieuw uitgegeven en 25 procent meer materiaal uit het dagboek toegevoegd voor een "definitieve editie" in 1991. Hierdoor is voor deze editie ook een ander langdurig auteursrecht gecreëerd. Sommigen zien dit als een manier om de duur van het auteursrecht op het dagboek op te rekken.

## Auteursrecht

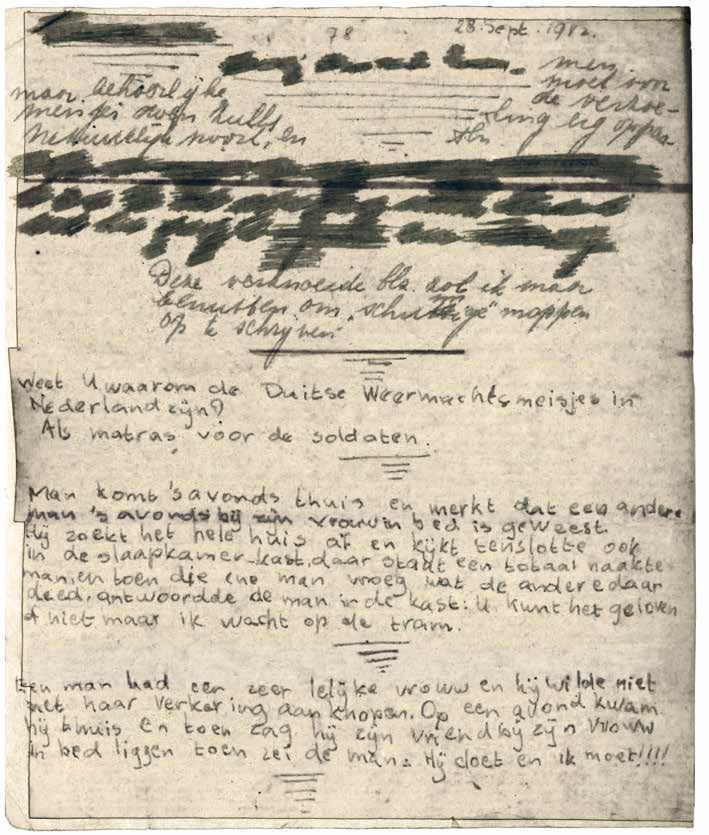
Pagina uit het dagboek. Deze pagina was tot 2018 afgeplakt en niet gepubliceerd.

Na de dood van Anne Frank kwam het auteursrecht op het dagboek via overerving bij haar vader Otto Frank te liggen. In januari 1963 richtte Otto Frank in Bazel het Anne Frank Fonds op, dat de auteursrechten van de geschriften van Anne Frank beheert en met de opbrengsten wereldwijd projecten ondersteunt op het gebied van mensenrechten, discriminatie, racisme en antisemitisme. Otto Frank op zijn beurt heeft de originele manuscripten aan het NIOD nagelaten.
De duur van het auteursrecht verschilt per land, maar voor landen in de Europese Unie geldt tegenwoordig dat gepubliceerd werk 70 jaar na de dood van de auteur vervalt. Bij Anne Frank zou haar gepubliceerde werk volgens deze regel vrij zijn gekomen op 1 januari 2016. Het Anne Frank Fonds is echter van mening dat het auteursrecht nog zeker tot 2050 van kracht blijft. Dit, omdat de vader van Anne Frank significant zou hebben bijgedragen aan de tekst van de uitgave en hij pas in 1980 overleed. Om enige zeggenschap over het boek te houden heeft het Anne Frank Fonds de begrippen 'Het Achterhuis' en 'Het dagboek van Anne Frank' eind 2015 geregistreerd als handelsmerk. In 2015 deed de Amsterdamse rechtbank uitspraak over de publicatie van Anne Franks dagboeken en bepaalde dat het auteursrecht van de in 1947 gepubliceerde (verkorte) versie van Anne Franks dagboek verliep op 31 december 2015, maar dat de in 1987 gepubliceerde (complete) versie tot 2037 niet rechtenvrij is. In de Verenigde Staten rust er op de tekst van de uitgave van 1947 nog auteursrecht tot 2042, zijnde 95 jaar na de originele publicatie.

### Postume werken
Rond de publicatiedatum gold er in Nederland een overgangsregeling voor postuum gepubliceerd werk. In Nederland zou voor de originele publicatie uit 1947 (die bestaat uit tekstdelen van beide versies van Anne Franks werk) en voor een versie gepubliceerd in 1986 (die beide versies compleet bevat), het auteursrecht oorspronkelijk niet vervallen 50 jaar na de dood van Anne Frank (1996), maar 50 jaar na de publicatiedatum. Dit als resultaat van een regeling voor postuum gepubliceerde werken (dat zou neerkomen op 1997 respectievelijk 2036). Toen het auteursrecht in 1995 werd verlengd naar 70 jaar, verdween de speciale regel voor postuum werk, maar werd wel een overgangsregeling ingesteld die ervoor zorgde dat een en ander niet zou leiden tot een verkorting van het auteursrecht. Dit leidt volgens de Rechtbank van Amsterdam in een uitspraak van december 2015 tot de beëindiging van het auteursrecht voor de eerste versie op 1 januari 2016 en voor het nieuwe materiaal, dat in 1986 gepubliceerd werd, in 2036.
In 2018 werden twee afgeplakte pagina's voor het eerst gepubliceerd. De pagina's bevatten enkele schuine moppen en waren door Anne Frank afgeplakt. Deze pagina's zijn in Nederland vrij van auteursrecht.

## Edities
- Anne Frank - Het Achterhuis. Dagboekbrieven 14 juni 1942 - 1 augustus 1944. Amsterdam, 1947. Digitale versie
- De dagboeken van Anne Frank (met inleiding door Harry Paape, Gerrold van der Stroom en David Barnouw met de samenvatting van het rapport van het Gerechtelijk Laboratorium opgesteld door H.J.J. Hardy), Den Haag, 1986
- De dagboeken van Anne Frank (herzien, met inleiding door Harry Paape, Gerrold van der Stroom en David Barnouw met de samenvatting van het rapport van het Gerechtelijk Laboratorium opgesteld door H.J.J. Hardy), Den Haag, 2006. ISBN 978-90-351-2199-7.
- Anne Frank - Het Achterhuis. Dagboekbrieven 14 juni 1942 - 1 augustus 1944. Amsterdam, 1991. ISBN 978-90-446-1617-0.
- Anne Frank - Verzameld werk (met bijdragen van Mirjam Pressler, Gerhard Hirschfeld en Francine Prose), Amsterdam, 2013. ISBN 978-90-446-2376-5.
- Mijn naam is Anne. Dagboekbrieven van Anne Frank (bewerking voor de jeugd in eenvoudig Nederlands door Marian Hoefnagel), Amsterdam, Eenvoudig Communiceren B.V., 2021. ISBN 978-9086965779.

## Vertalingen
Het dagboek van Anne Frank is in vele talen vertaald en herhaaldelijk opnieuw uitgegeven. In het Engels veelal als The Diary of a Young Girl en The Diary of Anne Frank. Het onderduikadres dat in het Nederlands bekend is geworden als Het Achterhuis heet in de Engelse vertalingen "the Secret Annex".

## Verbod
In augustus 2022 verboden een aantal scholen in Texas een bewerking van Anne's dagboek voor hun bibliotheek, vanwege Anne's beschrijvingen van haar ontluikende seksualiteit. Boeken met verwijzigen naar seksuele of raciale identiteit staan in conservatieve Amerikaanse districten onder toenemende druk van censuur. De "pornografische passages" in het dagboek zijn al vele jaren onderwerp van een gepolariseerde discussie in de VS.

## Secundaire literatuur
- David Barnouw - Het fenomeen Anne Frank, Bert Bakker, Amsterdam, 2012

## Film en toneel
Er zijn diverse films op het dagboek gebaseerd, zoals The Diary of Anne Frank (1959), dat drie Oscars won. Onder dezelfde titel verschenen films in 1980, 1987 en 2009. In 2020 kwam de Anne Frank Stichting met een online videoserie over het dagboek genaamd Anne Frank videodagboek.
In 2014 is het toneelstuk Anne in Amsterdam in première gegaan.
De animatiefilm "Where is Anne Frank" van regisseur Ari Folman ging in juli 2021 in première op het Filmfestival Cannes en is vanaf begin 2022 in de Nederlandse bioscopen te zien.

### Verfilmingen
- The Diary of Anne Frank (1959)
- The Diary of Anne Frank (1980) (tv-film)
- Het Dagboek van Anne Frank (1985) (tv-film)
- The Diary of Anne Frank (1987)
- The Attic: The Hiding of Anne Frank (1988) (tv-film)
- Anne Frank Remembered (1995, documentaire)
- Anne no Nikki (1995, anime)
- Anne Frank: The Whole Story (2001, miniserie)
- The Diary of Anne Frank (2009, miniserie)
- De Magie van het Dagboek van Anne Frank (2015) (documentaire)
- Das Tagebuch der Anne Frank (2016)
- Anne Frank videodagboek (2020) (Youtube)
- Where Is Anne Frank (2021, animatie)
- A Small Light (2023, miniserie)

- Bibliothèque nationale de France: cb11942728g (data)
- Gemeinsame Normdatei: 4198214-9
- Library of Congress Control Number: n80048914
- Bibliotheek van het Japanse parlement: 00627032
- Nationale Bibliotheek van Israël: 987007588181205171
- Système universitaire de documentation: 027371042
- Virtual International Authority File: 214026744